# P556 Sværdfisken
P556 Sværdfisken var et dansk patruljefartøj af Flyvefisken-klassen benyttet af Søværnet og opkaldt efter rovfisken sværdfisken (Xiphias gladius). Skibet indgik i flådens tal i 1992 og forrettede tjeneste frem til 2006, hvor skibet strøg kommando og efterfølgende blev hugget op. Skibet hørte fra 2004 organisatorisk til under 2. Eskadre, division 23 (minerydningsdivisionen) og var permanent udrustet i minerydningskonfiguration.
Sværdfisken var det sjette skib i flådens tjeneste, der benyttede navnet Sværdfisken:
- Sværdfisken (defensionspram, 1764-1801)
- Sværdfisken (stykpram, 1802-1815)
- Sværdfisken (torpedobåd, 1882-1912)
- P3 Sværdfisken (torpedobåd, 1914-1932)
- P505 Sværdfisken (torpedobåd, 1955-1974)
- P556 Sværdfisken (minerydningsfartøj, 1993-2006)